# Požár Grenfell Tower

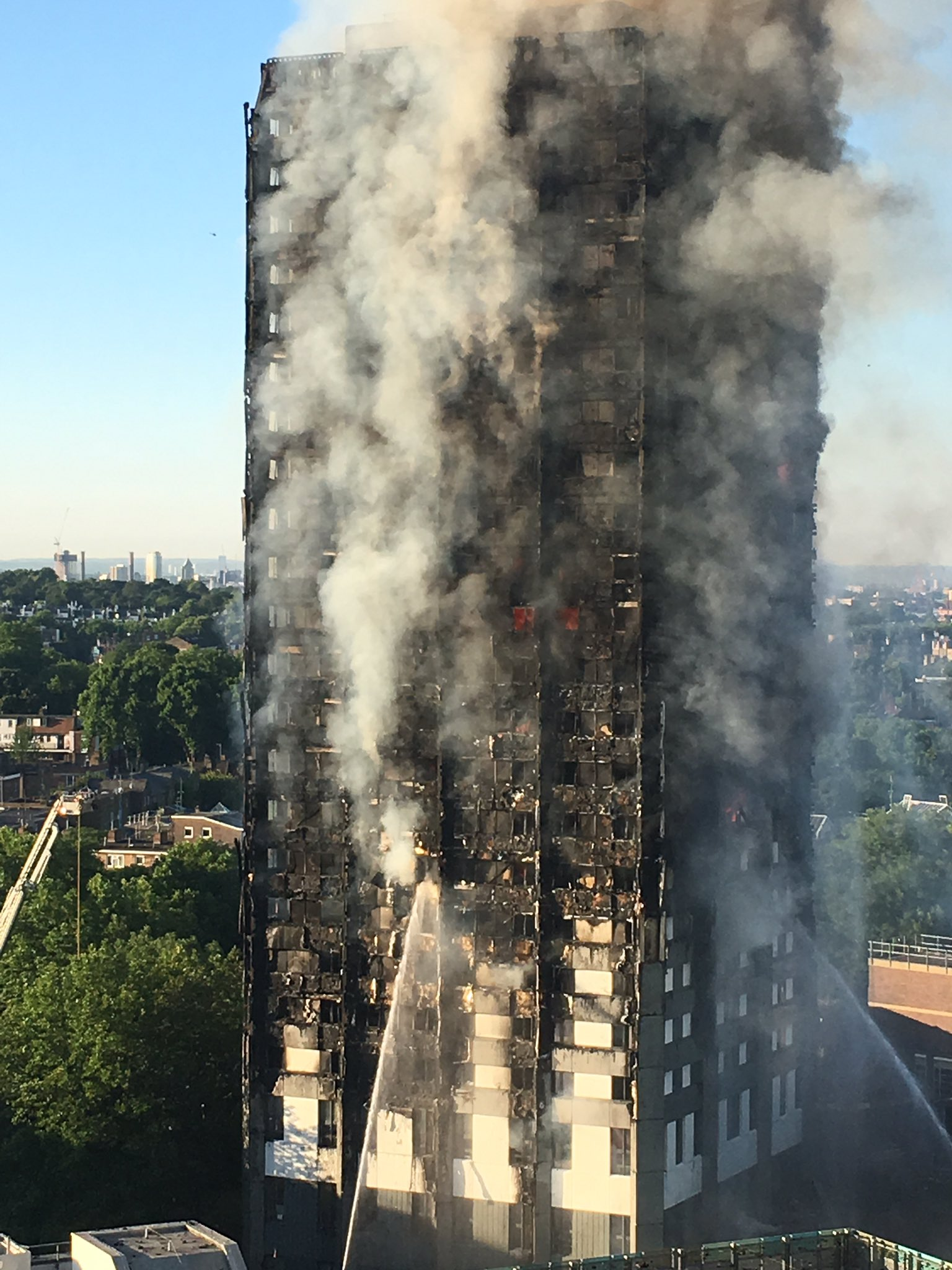
Doutnající Grenfell Tower

Požár 24patrové bytové věže Grenfell Tower začal 14. června 2017 krátce po jedné hodině[rozpor] v noci britského letního času, byl ukončen až den poté ráno – 15. června. Věž Grenfell Tower se nacházela ve čtvrti North Kensington v západním Londýně. Na následky tohoto požáru zemřelo 72 lidí. Dům pocházel z roku 1974 a bylo v něm 127 bytů.

## Historie
Budova stojí v západním Londýně v oblasti North Kensington. V rámci revitalizace oblasti a potlačení slumů bylo v roce 1967 naplánováno několik set staveb, mezi nimi i tato obytná věž. Plány schválila městská rada Kensington & Chelsey v roce 1970, stavba byla zahájena 1972 a dokončena 1974. Nová výstavba byla navržena jako nájemní byty v majetku města vhodné pro pracující třídu, navzdory plánům však podobně jako jiné projekty ve vnitřním městě začala trpět asociálním chováním, problémy s drogami, zločinem a rasovými rozbroji. V 80. letech platila oblast v době karnevalu na Notting Hillu za jednu z nejrizikovějších. Po roce 2010 zesílily snahy o nápravu poměrů, obyvatelstvo však proti plánům úřadů o regeneraci protestovalo jako proti "čištění."
Dominantní budova sídliště, Grenfellova věž, je vysoká 67 m a vyprojektovaná v brutalistním slohu. Má 24 podlaží, z nichž 20 obsahuje v každém patře 6 nájemních bytů (čtyři 2+1 a dva 1+1). V letech 2015–2016 proběhla renovace, mimo jiné výměna oken a pokrytí fasády hliníkovými deskami s polyetylénovou mezivrstvou a tepelně izolační vrstvou.

## Pátrání po příčinách a souvislostech

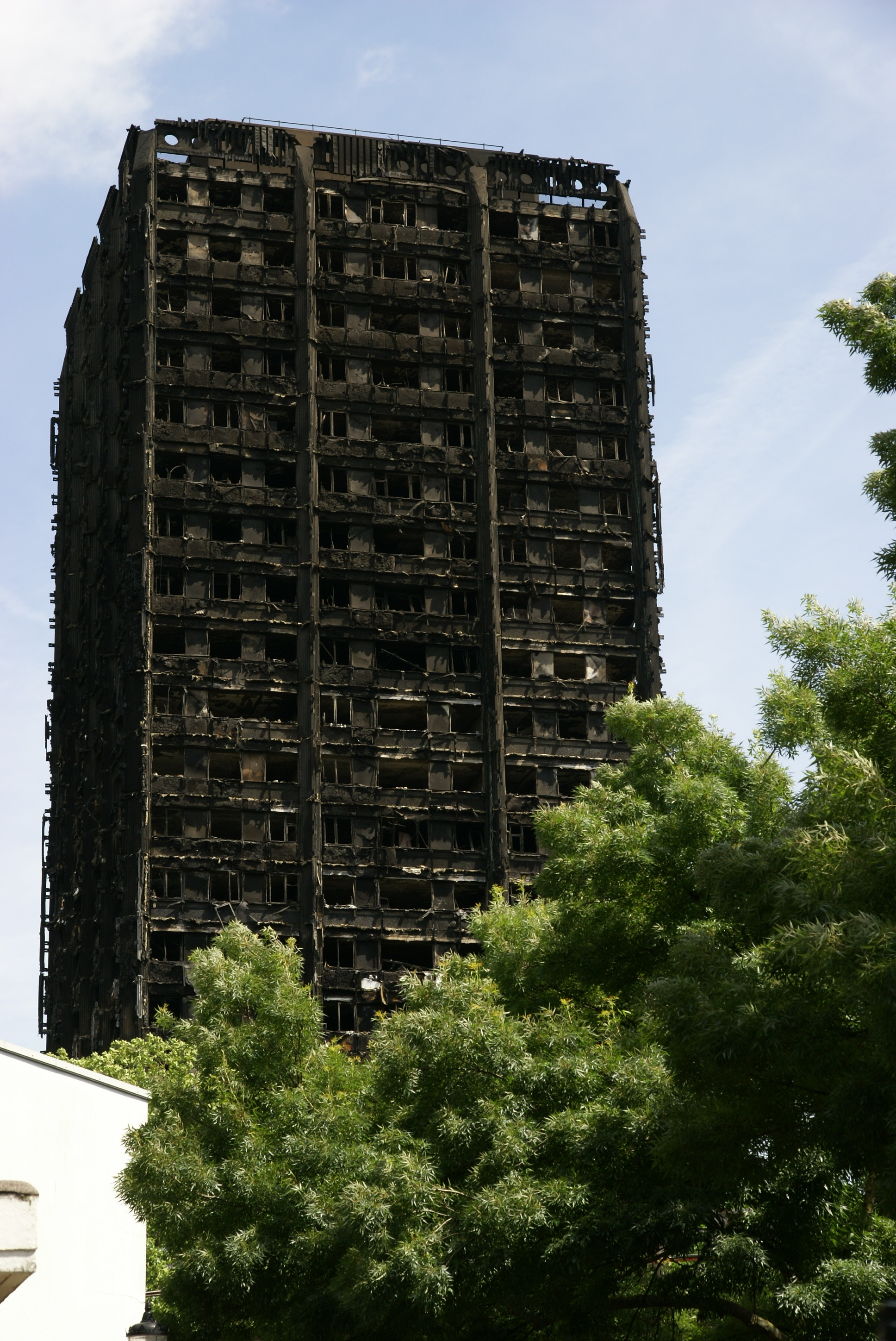
Grenfell Tower dva dny po požáru

V pátek 23. června 2017 londýnská policie oznámila, že příčinou požáru byla pravděpodobně závadná lednička, která vzplála v kuchyni jednoho z nájemníků.
Jeden z důvodů tragičnosti tohoto požáru je prý i malé protipožární zabezpečení, na které upozorňovali zdejší obyvatelé již delší dobu před incidentem jak bytový podnik (KCTMO) tak i radu městské části.
Důvodem neočekávaně rychlého rozšíření požáru (během půlhodiny byla v plamenech celá budova) mohou být jak hořlavé věci a odpad odložený na chodbách tak i neuzavřené instalační otvory v bytových jádrech po nedávné rekonstrukci bytů. Podstatné bylo šíření plamenů vnějším obložením budovy. Po změně stavebních předpisů v roce 1986 údajně už není striktně dána požární odolnost vnějších stěn londýnských bytů 1 hodina a vnější obklady nemusejí být nehořlavé ale jen nepodporující šíření ohně, přičemž u takto vysoké budovy je komínový efekt značný. Podle zpráv vzplála jedna strana budovy téměř naráz a přihlížející i zasahující byli ohrožováni padajícími kusy obložení. Agentura Reuters později přinesla zprávu, že výrobce použitých panelů doporučuje (pro jejich vysokou hořlavost a termoplasticitu) jejich použití pouze u budov o výšce pod 10 metrů. Jejich ohnivzdorná alternativa od téže firmy je o 2 libry na metr čtvereční dražší.
Občanská iniciativa GAG a po ní i londýnský starosta Sadiq Khan kritizovali předpisy správy městských domů, které radily nájemníkům pro případ požáru v domě uzavřít se ve svém bytě a vyčkat příjezdu hasičů s tím, že dveře mají požární odolnost 30 minut. Ti, kdo přežili, uvádějí, že byli varováni sousedy bušením na dveře a utekli, dokud nebyla celá budova v plamenech.

## Počet obětí
Vyšetřování dospělo k závěru, že v přímém důsledku požáru zemřelo 71 lidí. Počátkem roku 2018 zemřela v nemocnici na následky těžkých popálenin ještě jedna oběť, čímž počet stoupl na 72.
Andreia Perestrelo, která byla v době požáru v sedmém měsíci těhotenství, porodila kvůli výparům mrtvé dítě.